# Baldomerus z Lyonu
Svatý Baldomerus z Lyonu také Baldimerus, Baudemer, Galmier, Waldimer či Waldimerus (7. století, Ouvacou Auditiac – mezi lety 642–660, asi Lyon) byl francouzský kovář a podjáhen.

## Život
Narodil se ve vesnici Ouvacou Auditiac nedaleko Lugdunum (dnes Lyon) v tehdejším okresu Forez. Od mládí pracoval jako kovář. Vynikal svou láskou k chudým a potřebným, a také svou vírou. Pokud někomu něco chybělo, rozdával své pracovní náčiní. 
Jednoho dne se seznámil s opatem Viventiolem, který se stal později lyonským biskupem. Ten jej pozval aby opustil kovárnu a vstoupil do kláštera sv. Justa. Baldomerus toto pozváni přijal. Biskup Gaudry jej vysvětil na podjáhna. Další svěcení z pokory odmítl.
Po životě v modlitbách, půstech a obětí zemřel mezi roku 642–660. Jeho ostatky byly pohřbeny v kostele kláštera Saint-Just. V 16. století byly ostatky Hugenoty zničeny. Zachránila se jen jeho paže, která byla odvezena do kostela v Saint-Galmier, obce pojmenované po něm. 
Jeho svátek se slaví 27. února.
V Martyrologium Romanum je psáno:
| „ | V Lyonu ve Francii, svatý Baldomerus, podjáhen, muž zasvěcený Bohu. | “ |